# Pachycondyla globiventris
Pachycondyla globiventris är en myrart som först beskrevs av Théobald 1937.  Pachycondyla globiventris ingår i släktet Pachycondyla och familjen myror. Inga underarter finns listade i Catalogue of Life.